# Internationale Friedensfahrt 1958

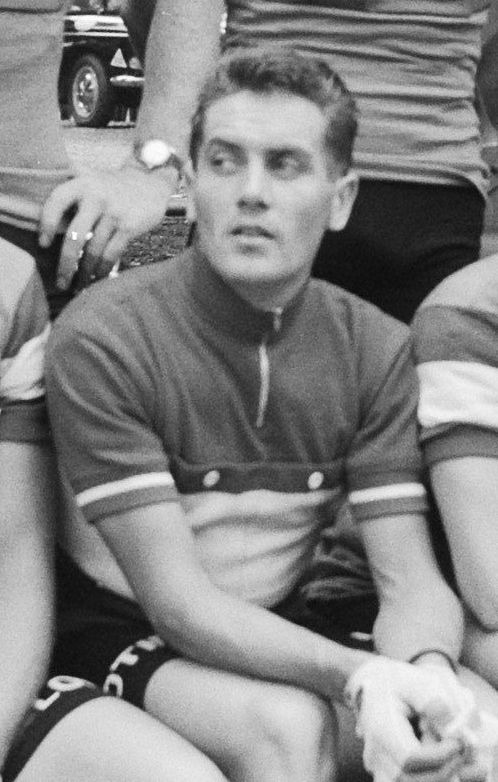
Friedensfahrt-
Sieger 1958:
Piet Damen

Das Amateurradrennen Internationale Friedensfahrt (Course de la paix) fand 1958 zum 11. Mal statt und führte vom 2. bis 15. Mai zwischen Warschau, Ost-Berlin und Prag über zwölf Etappen. Die Gesamtstrecke betrug 2.210 km, Einzelsieger wurde der Niederländer Piet Damen, die Mannschaftswertung gewann die Sowjetunion. Das Trikot des besten Bergfahrers eroberte sich Wiktor Kapitonow aus der Sowjetunion.

## Teilnehmerländer
An der 11. Friedensfahrt beteiligten sich 20 Ländermannschaften mit jeweils sechs Fahrern (insg. 120). Dies waren sechs Teams mehr als im Vorjahr, aber drei weniger als 1956. Nachdem sich der westdeutsche Bund Deutscher Radfahrer 1957 nicht an der Friedensfahrt beteiligt hatte, entsandte er 1958 wieder eine Mannschaft. Folgende Nationalteams gingen an den Start:
| - Belgien - Bulgarien - Dänemark - Deutschland (DDR) - Deutschland (Bundesrepublik) - England - Finnland - Frankreich - Italien - Jugoslawien | - Luxemburg - Niederlande - Österreich - Polen - Rumänien - Schweden - Schweiz - Sowjetunion - Tschechoslowakei - Ungarn |

## Deutsche Teilnehmer
Der Deutsche Radsport-Verband der DDR (DRSV) hatte folgende Fahrer nominiert:
- Egon Adler, 21 Jahre alt, SC Rotation Leipzig
- Günter Grünwald, 22, SC Wissenschaft DHfK Leipzig
- Erich Hagen, 21, SC Wissenschaft DHfK Leipzig
- Roland Henning, 22, SC Wissenschaft DHfK Leipzig
- Gustav-Adolf Schur, 27, SC Wissenschaft DHfK Leipzig
- Rolf Töpfer, 25, SC Wissenschaft DHfK Leipzig

Der Bund Deutscher Radfahrer entsandte sechs Amateur-Rennfahrer:
- Horst Dreske, 24 Jahre alt, Hannover
- Friedhelm Fischerkeller, 23, Köln-Longerich
- Horst Hanske, 22, Regensburg
- Georg Piepenbrink, 23, Hannover
- Willi Reuter, 21, Hameln
- Siegfried Schönberg, 24, Schopp (Pfalz)

## Rennverlauf
Der Einzelsieger, mit einem Stundenmittel von 37,1 km Piet Damen, legte den Grundstein für seinen Erfolg auf der 3. Etappe, als er sich aus einer fünfköpfigen Spitzengruppe heraus den Etappensieg erkämpfte. Dabei nahm er dem bisherigen Spitzenreiter Kapitonow (Sowjetunion) 14 Minuten ab. Im weiteren Rennverlauf blieben der sowjetische Fahrer Bebenin und der Belgier Hermans seine schärfsten Konkurrenten. Es gelang jedoch Damen beim Zeitfahren der 8. Etappe, sowohl Bebenin als auch Hermans um jeweils eine Minute zu distanzieren. Am Ende gewann Damen mit zwei Minuten vor Bebenin und mit sieben Minuten von Hermans. Dreimal konnte Kapitonow einen Etappensieg erringen. Ebenfalls dreimal gewannen Fahrer der DDR eine Etappe, Schur zweimal, dazu Egon Adler. Adler konnte sich im Gesamtklassement auch als bester deutscher Fahrer auf dem 5. Rang platzieren. Bester bundesdeutscher Teilnehmer war Friedhelm Fischerkeller auf Platz 13.
Das ausgeglichenste Team hatte die Sowjetunion entsandt. Die für die Mannschaftswertung relevanten drei Fahrer Boris Bebenin (2.), Pawel Wostrjakow (6.) und Wiktor Kapitonow (7.) sorgten für einen souveränen Mannschaftssieg vor dem Vorjahressieger, der DDR, die mit Egon Adler (5.), Gustav-Adolf Schur (8.) und Erich Hagen (23.) 54 Minuten länger brauchte. Dank ihres Rundfahrtsiegers Piet Damen kam die niederländische Mannschaft auf Rang 3, 1:02 Stunden hinter den Siegern. Die Amateure aus der Bundesrepublik mit ihren drei Wertungsfahrern Friedhelm Fischerkeller (13.), Horst Hanske (42.) und Horst Dreske (79.) landeten mit über sechs Stunden Rückstand auf dem 14. Platz.
Mit Wiktor Kapitonow gab es einen dreifachen Etappensieger (2., 5. und 12.), Gustav-Adolf Schur gewann die 4. und 8. Etappe. Egon Adler sorgte auf der 5. Etappe für den dritten DDR-Erfolg. Auf den Bergetappen erwies sich Wiktor Kapitonow auch als bester Kletterer und gewann die Bergwertung.
| Etappe                   | Start – Ziel                    | Etappensieger                  | Etappen- länge | Fahrzeit |
| 01. Etappe               | Rund um Warschau                | Vendramino Bariviera (Italien) | 110 km         | 2:34:18  |
| 02. Etappe               | Warschau – Łódź                 | Wiktor Kapitonow (Sowjetunion) | 140 km         | 3:56:44  |
| 03. Etappe               | Łódź – Katowice                 | Piet Damen (Niederlande)       | 215 km         | 5:24:56  |
| 04. Etappe               | Katowice – Breslau              | Gustav-Adolf Schur (DDR)       | 181 km         | 4:55:52  |
| 05. Etappe               | Breslau – Görlitz               | Wiktor Kapitonow (Sowjetunion) | 193 km         | 5:35:08  |
| 06. Etappe               | Görlitz – Ost-Berlin            | Egon Adler (DDR)               | 231 km         | 5:37:21  |
| 07. Etappe               | Ost-Berlin – Leipzig            | Raymond Mastrotto (Frankreich) | 207 km         | 5:41:11  |
| 08. Etappe 01. Teil (EZ) | Leipzig – Halle (Saale)         | Gustav-Adolf Schur (DDR)       | 40 km          | 1:02:10  |
| 08. Etappe 02. Teil      | Halle (Saale) – Karl-Marx-Stadt | Jewgeni Klewzow (Sowjetunion)  | 143 km         | 3:55:44  |
| 09. Etappe               | Karl-Marx-Stadt – Karlovy Vary  | René Vanderveken (Belgien)     | 141 km         | 3:41:47  |
| 10. Etappe               | Karlovy Vary – Tábor            | Zbigniew Głowaty (Polen)       | 207 km         | 5:29:20  |
| 11. Etappe               | Tábor – Brünn                   | William Bradley (England)      | 177 km         | 5:02:46  |
| 12. Etappe               | Brünn – Prag                    | Wiktor Kapitonow (Sowjetunion) | 225 km         | 5:59:00  |

## Endresultate

### Einzelwertung
|                                                  | Fahrer                  | Mannschaft     | Zeit     |
| 01.                                              | Piet Damen              | Niederlande    | 59:27:05 |
| 02.                                              | Boris Bebenin           | Sowjetunion    | 59:29:33 |
| 03.                                              | Alfons Hermans          | Belgien        | 59:34:17 |
| 0                                                |                         |                |          |
| 04.                                              | Bojan Kozew             | Bulgarien      | 59:34:44 |
| 05.                                              | Egon Adler              | DDR            | 59:34:57 |
| 06.                                              | Pawel Wostrjakow        | Sowjetunion    | 59:36:07 |
| 07.                                              | Wiktor Kapitanow        | Sowjetunion    | 59:37:42 |
| 08.                                              | Gustav-Adolf Schur      | DDR            | 59:42:35 |
| 09.                                              | Stan Brittain           | England        | 59:46:33 |
| 10.                                              | Ivan Levacic            | Jugoslawien    | 59:46:51 |
| …                                                |                         |                |          |
| 13.                                              | Friedhelm Fischerkeller | Bundesrepublik | 59:50:07 |
| 23.                                              | Erich Hagen             | DDR            | 60:11:17 |
| 31.                                              | Günter Grünwald         | DDR            | 60:28:46 |
| 42.                                              | Horst Hanske            | Bundesrepublik | 61:22:29 |
| 59.                                              | Roland Henning          | DDR            | 62:15:54 |
| 71.                                              | Rolf Töpfer             | DDR            | 63:11:23 |
| 79.                                              | Horst Dreske            | Bundesrepublik | 64:32:04 |
| 82.                                              | Siegfried Schönberg     | Bundesrepublik | 65:26:39 |
| 88.                                              | Willi Reuter            | Bundesrepublik | 67:19:31 |
| Georg Piepenbrink, Bundesrepublik, ausgeschieden |                         |                |          |

### Mannschaftswertung
|                                           | Mannschaft | Zeit      |
| 01.                                       | Sowjetunion (Boris Bebenin 2., Pawel Wostrjakow 6., Viktor Kapitanow 7., Nikolai Kolumbet 29., Jewgeni Klewzow 33., Juri Koledow 35.) | 178:04:44 |
| 02.                                       | DDR | 178:58:32 |
| 03.                                       | Niederlande | 179:06:13 |
| 04.                                       | Rumänien | 179:08:54 |
| 05.                                       | Polen | 179:13:25 |
| 06.                                       | Belgien | 179:16:40 |
| 07.                                       | England | 179:25:19 |
| 08.                                       | Frankreich | 180:15:56 |
| 09.                                       | Bulgarien | 180:26:49 |
| 10.                                       | Jugoslawien | 180:56:25 |
| 11.                                       | Dänemark | 181:35:49 |
| 12.                                       | Tschechoslowakei | 182:49:22 |
| 13.                                       | Italien | 184:03:36 |
| 14.                                       | Bundesrepublik | 184:27:31 |
| 15.                                       | Ungarn | 187:25:17 |
| 16.                                       | Österreich | 188:41:58 |
| 17.                                       | Finnland | 189:15:14 |
| 18.                                       | Schweden | 189:19:31 |
| 19.                                       | Luxemburg | 194:59:45 |
| Schweiz nach der 12. Etappe ausgeschieden | |           |

### Bergwertung
|    | Fahrer             | Mannschaft  | Punkte |
| 1. | Wiktor Kapitonow   | Sowjetunion | 15     |
| 2. | Rene Vanderveken   | Niederlande | 13     |
| 3. | Erich Hagen        | DDR         | 10     |
| 3. | Jewgeni Klewzow    | Sowjetunion | 10     |
| 5. | Gustav-Adolf Schur | DDR         | 08     |